# Port lotniczy Kōchi
Port lotniczy Kōchi (jap. 高知龍馬空港 Kōchi Ryōma Kūkō) (IATA: KCZ, ICAO: RJOK) – regionalny port lotniczy położony w Nankoku, 15 km na wschód od Kōchi, w prefekturze Kōchi, w Japonii.